# Hypertropha chlaenota
Espèce
Hypertropha chlaenota est une espèce de lépidoptères de la famille des Depressariidae et de la sous-famille des Hypertrophinae.
On la trouve en Australie.
Son imago a une envergure d'environ 20 mm.
Sa chenille se nourrit sur des Angophora et des eucalyptus.

## Galerie

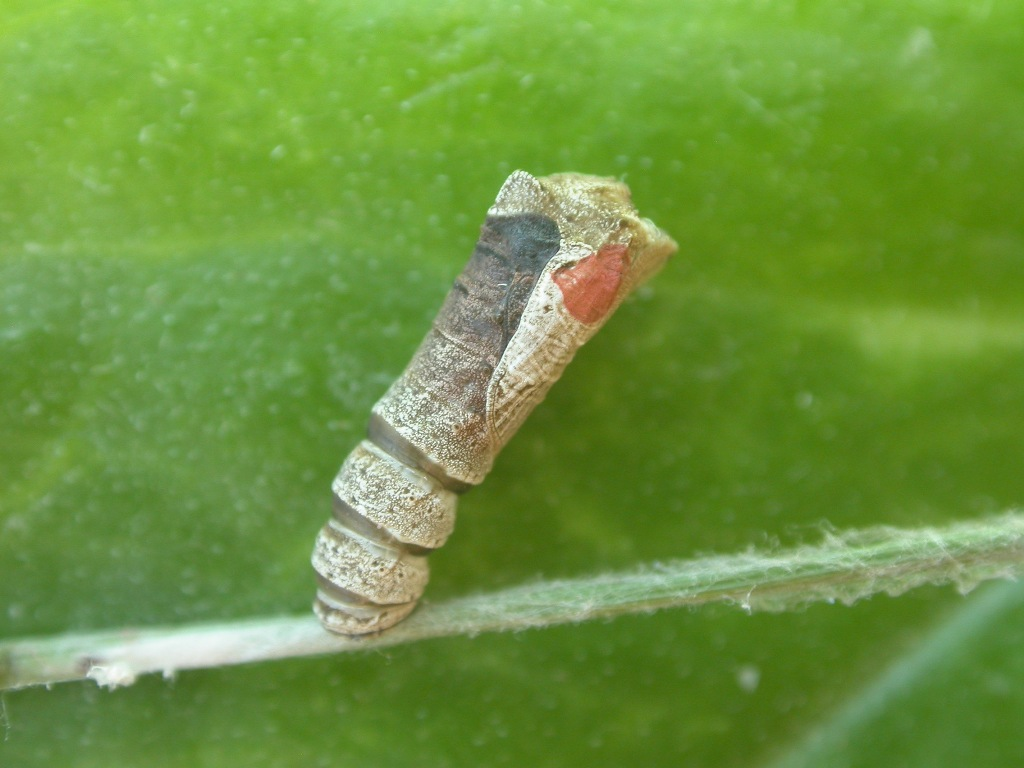
Chrysalide vide.